# ジェニー・ガース
ジェニー・ガース（Jennie Garth、本名：Jennifer Eve Garth、1972年4月3日 - ）はアメリカ合衆国イリノイ州出身の女優。

## 略歴

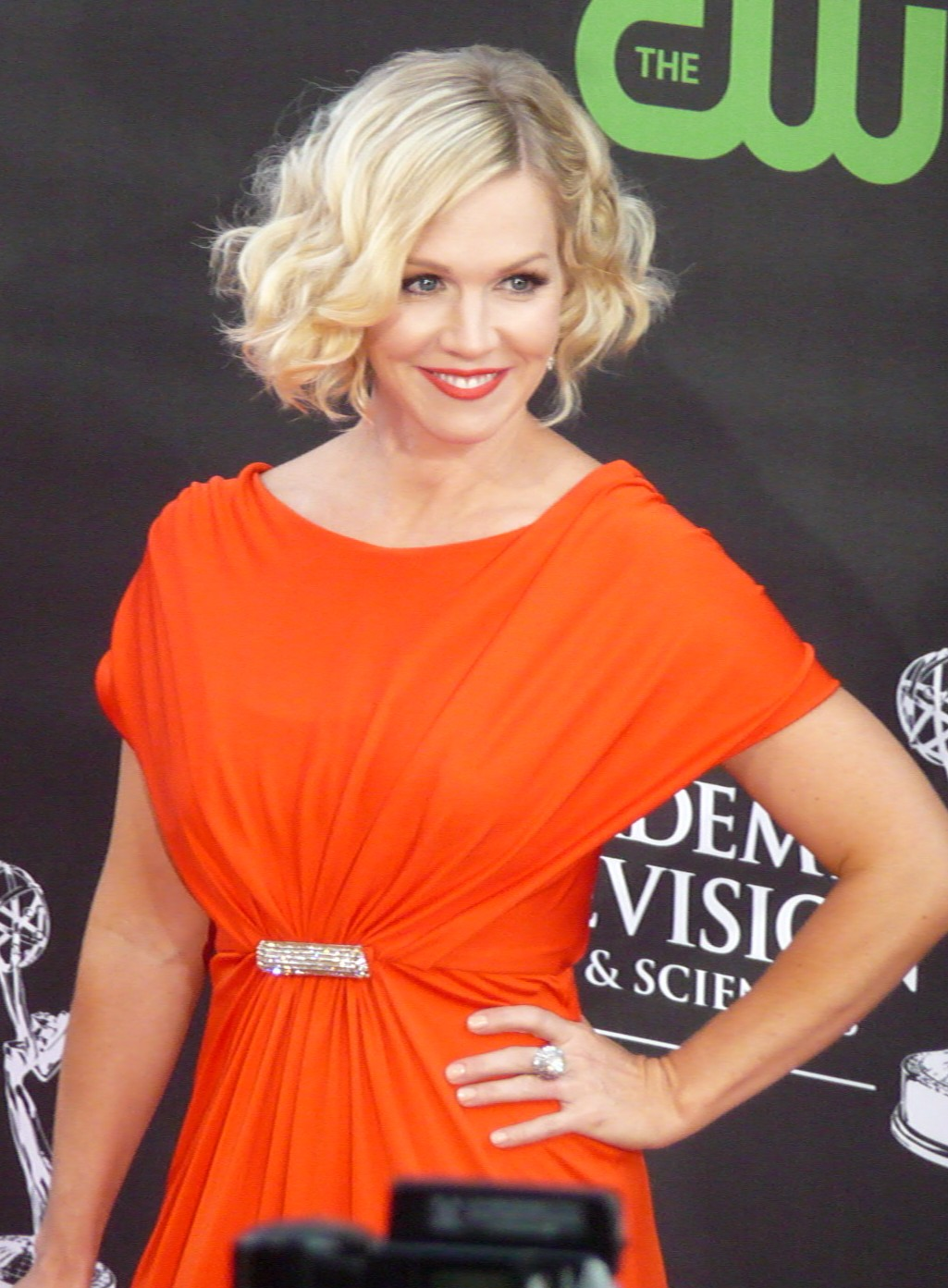
2009年

家族で農場を経営していたため、幼い頃は家畜の世話を手伝っていた。13歳の時に父が心臓病を患い、一家で暖かいアリゾナ州へ移り住んだ。
15歳の時ミス・ティーン・アリゾナに出場し、それがきっかけでスカウトされる。『A Brand New Life』や『ミッキーマウス・クラブ』に出演。1990年にドラマ『ビバリーヒルズ高校白書』のケリー・テイラー役に抜擢され、一躍人気スターになる。第9シーズンからは主役を務め、リメイク版にも第2シーズン途中まで同じ役で出演している。
2002年から2006年まで『恋するマンハッタン』にヴァル役としてアマンダ・バインズとW主演。
近年ではリアリティ番組やテレビショーへのゲスト出演が多い。2019年にはモキュメンタリー『ビバリーヒルズ再会白書』に本人役で出演。

## 私生活
プライベートでは1994年にミュージシャンのダニエル・クラークと結婚するが、1996年に別居、その後離婚する。
1997年、当時恋人だった俳優のピーター・ファシネリとの間に女児を儲け、2001年にピーターと結婚。2002年に二女を、2006年に三女を出産したが2012年に離婚。2015年に俳優のデイヴ・エイブラムスと婚約、7月に結婚。
アニマルライツ系のベジタリアンで動物愛護団体の活動に賛同している。ビバヒルブームで女性からの人気が高く、来日イベントの他に日本側の企画で料理本と写真集を出版していた。
不仲説も出たシャナン・ドハーティーはジェニーが撮影当時、『パンツ・ダウン・デー』といって男性スタッフのズボンを下ろす遊びを楽しんでいたとし、それを一部のスタッフは快く思わなかった。そこでシャナンが『スカート・アップ・デー』といってジェニーのスカートをまくり上げたところ、カルバン・クラインのパンツが丸見えになったといい、ジェニーは自分の事については激怒したのだと後にポッドキャストの番組で明かしている。
『ビバリーヒルズ青春白書』の共演者のうち、ドナ・マーティン役のトリ・スペリングとは『9021OMG』というポッドキャストの番組を2020年から共に務めたりするなど仲がいい。
バレリー・マローン役のティファニー・ティーセンとは大親友だったが、のちに絶縁状態になった、ティファニーは番組加入当時、女性キャストの自身に対する態度が悪かったことを明かしている。

## 主な出演作品
- ビバリーヒルズ高校白書 Beverly Hills 90210 (1990-1993) テレビシリーズ
- ダニエル・スティール 運命の罠 Danielle Steel's Star (1993)
- 薔薇の記憶 alling for You (1995)
- 恋するマンハッタン What I Like about you (2002–2006) テレビシリーズ
- 新ビバリーヒルズ青春白書 90210 (2008-2010) テレビシリーズ
- ビバリーヒルズ再会白書(2019)
- クリスマスは優しさとともに A Kindhearted Christmas(2021)